# Gira-sol
El  gira-sol, mira-sol o sol coronat (Helianthus annuus) és una espècie de planta amb flors del gènere Helianthus dins la família de les asteràcies (Asteraceae). És una planta herbàcia que es caracteritza per una gran inflorescència en forma de capítol.
Addicionalment pot rebre els noms de corona de rei, corona de reina, gira-sol (fruit), helíac i tornassol. També s'ha recollit la variant lingüística solcoronat.
És una planta originària de l'Amèrica boreal, especialment de Mèxic, el Perú i el sud dels Estats Units, que va ser introduïda a Europa durant el segle xvi. Des d'aleshores, el seu cultiu es va propagar ràpidament. Segons la genètica, la domesticació té el seu origen a l'est dels Estats Units, concretament la zona d'Arkansas i després es va estendre cap al sud. Es conrea per la llavor, la pipa de gira-sol, de la qual s'obté un oli comestible o es pot consumir directament.
El nom d'Heliantus, que és com es coneix científicament el gira-sol, deriva del grec antic helios, que significa «sol», i anthos «flor», doncs «flor de sol», que és prou descriptiu per la seva aparença. La creença que és una planta que segueix el sol durant el seu recorregut diürn és un error, ja que només les gemmes tancades ho fan. En créixer les tiges es fan rígides i les flors adultes són fixes. Generalment s'orienten cap al llevant.

## Ecologia
És una planta poc exigent respecte al sòl, encara que prefereix els terrenys sorrencs i rics en matèria orgànica. El gira-sol es cultiva de manera intensiva en grans plantacions com a planta alimentària, i, sobretot, s'ha cultivat a Europa, especialment a Rússia, per aprofitar-ne les llavors, que són olioses.
El gira-sol floreix a l'estiu, i és a la tardor quan es du a terme la recol·lecció dels fruits per aprofitar-ne les llavors. A més, les fulles i les flors també s'utilitzen en medicina.

## Descripció

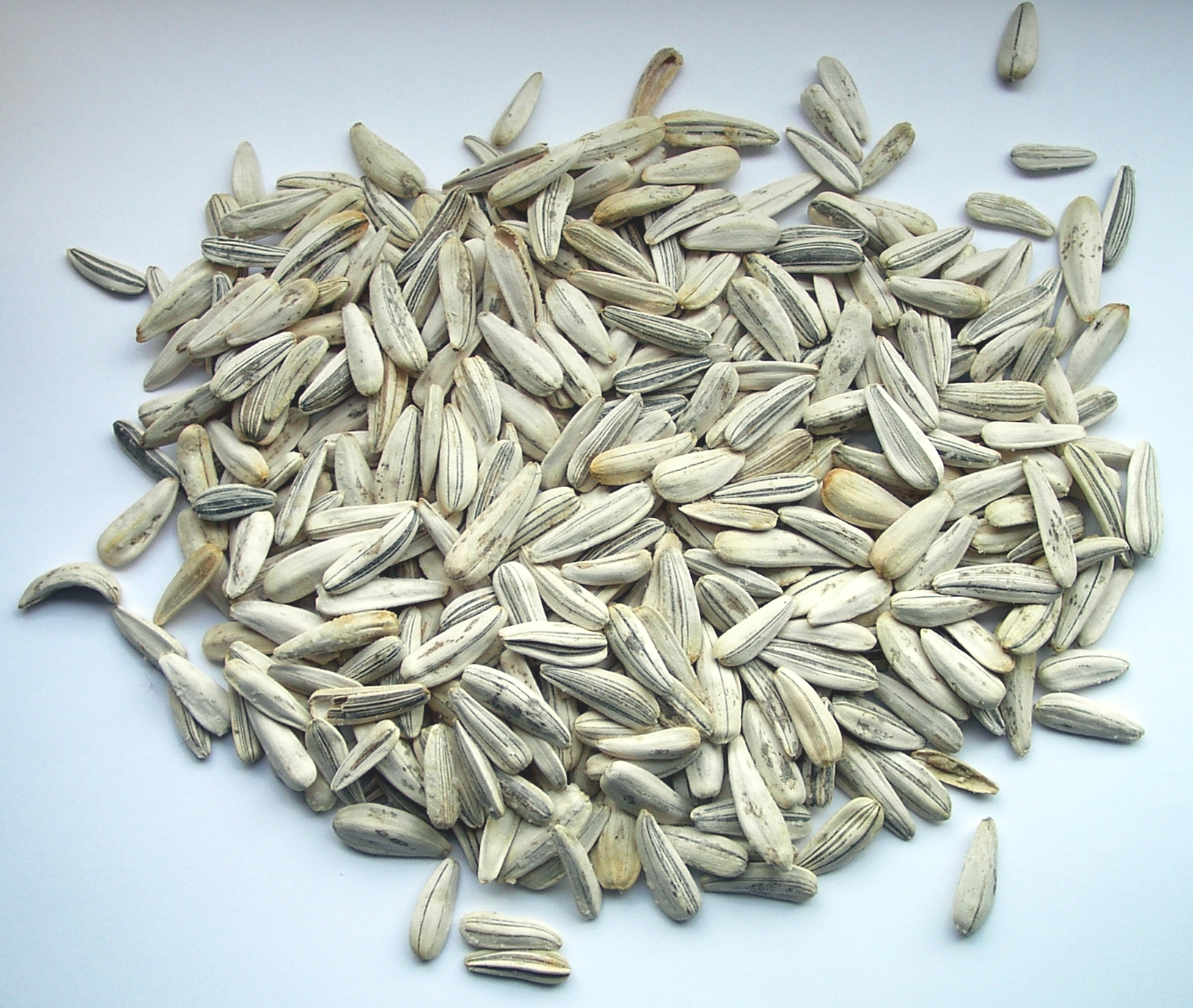
Pipes o llavors de gira-sol

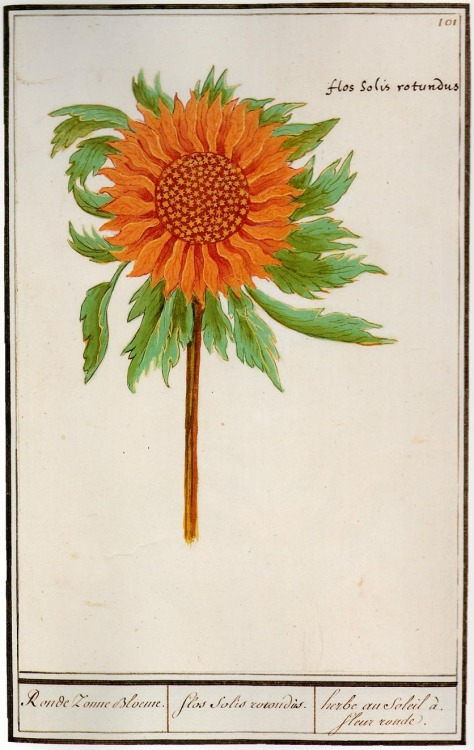
Gira-sol

El gira-sol és una planta molt robusta, poc ramificada. Malgrat ser una planta de cicle anual, pot arribar a més de tres metres d'alçada (és més petita als llocs secs). La seva arrel és axonomorfa, és a dir, que està formada per un eix principal i més desenvolupat i nombroses arrels secundàries. És una arrel pivotant, molt potent, que li permet resistir èpoques de sequera i absorbir substàncies minerals a força profunditat.
Té una tija important, de consistència semillenyosa, pilosa, cilíndrica i rugosa d'alçada variable, des d'uns 40 cm fins a 2 m. Les fulles són grans (de 5-30 cm de longitud), triangulars o cordiformes, discretament dentades, peciolades, amb tres nerviacions principals i aspres al tacte; les de la part superior són alternades, mentre que les de la inferior són oposades.
Presenta una inflorescència en capítol, de 10 a 40 cm de diàmetre, amb dos tipus de flors: les ligulades, que es troben a la perifèria, són estèrils i tenen un color groc viu, i les tubiflores, que són les de l'interior del capítol, tenen un color groc més pàl·lid, són hermafrodites i són les que desenvolupen els fruits. Aquesta inflorescència està protegida per unes bràctees exteriors verdes i unes d'interiors membranoses disposades en diversos rangs. La seva pol·linització és entomofílica, és a dir, que es fa a través d'agents biòtics; concretament, d'insectes.
El fruit és un aqueni angulós, de 8-15 mm de longitud, ovoide, aplanat, amb un pericarp brillant de color negre, blanc o estriat, segons les varietats, anomenat popularment "pipa". La seva superfície externa presenta una pelussa. A l'interior apareix una llavor voluminosa i comestible, formada per dos cotilèdons plano-convexos, de color blanc i de gust dolç i oleaginós.

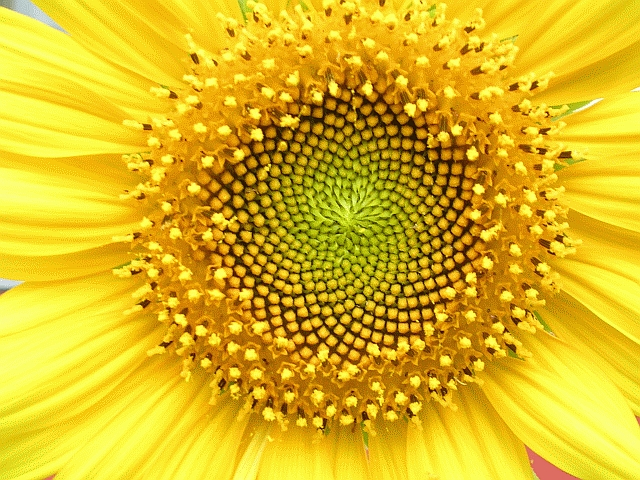
Flor de gira-sol en detall

## Usos
L'oli extret de les llavors de gira-sol s'utilitza en l'alimentació per elaborar margarines baixes en colesterol i pastissos. També es fan servir per a la fabricació de sabons, pintures, lubrificants i locions i l'oli de gira-sol es pot fer servir per produir biodièsel. Les llavors com a substitut del cafè. La mel de gira-sol és una de les més corrents en el mercat, i, tot i no ser de les més apreciades, pot arribar a tenir una certa consideració si la proporció de pol·len és suficient mel monofloral.
La Comissió E del Ministeri de Sanitat alemany no ha aprovat cap principi actiu d'ús farmacèutic, s'utilitza només com excipient en càpsules, pomades i cremes.
Quant a l'ús tradicional se suposa que alleugereix el restrenyiment, i podria calmar lesions o cremades i les manifestacions doloroses d'artritis i d'artràlgia. A causa de la presència d'àcid linoleic, ja que podria afavorir la síntesi de prostaglandines antiinflamatòries. Tot i això, no hi ha cap estudi que avali la seva eficàcia contra aquestes malalties. L'aigua resultant de bullir les llavors s'ha utilitzat tradicionalment per combatre l'ansietat i el mal de cap. A més, les infusions de pètals de gira-sol es fan servir per tractar refredats i diverses afeccions respiratòries.

## Valors nutritius de l'oli

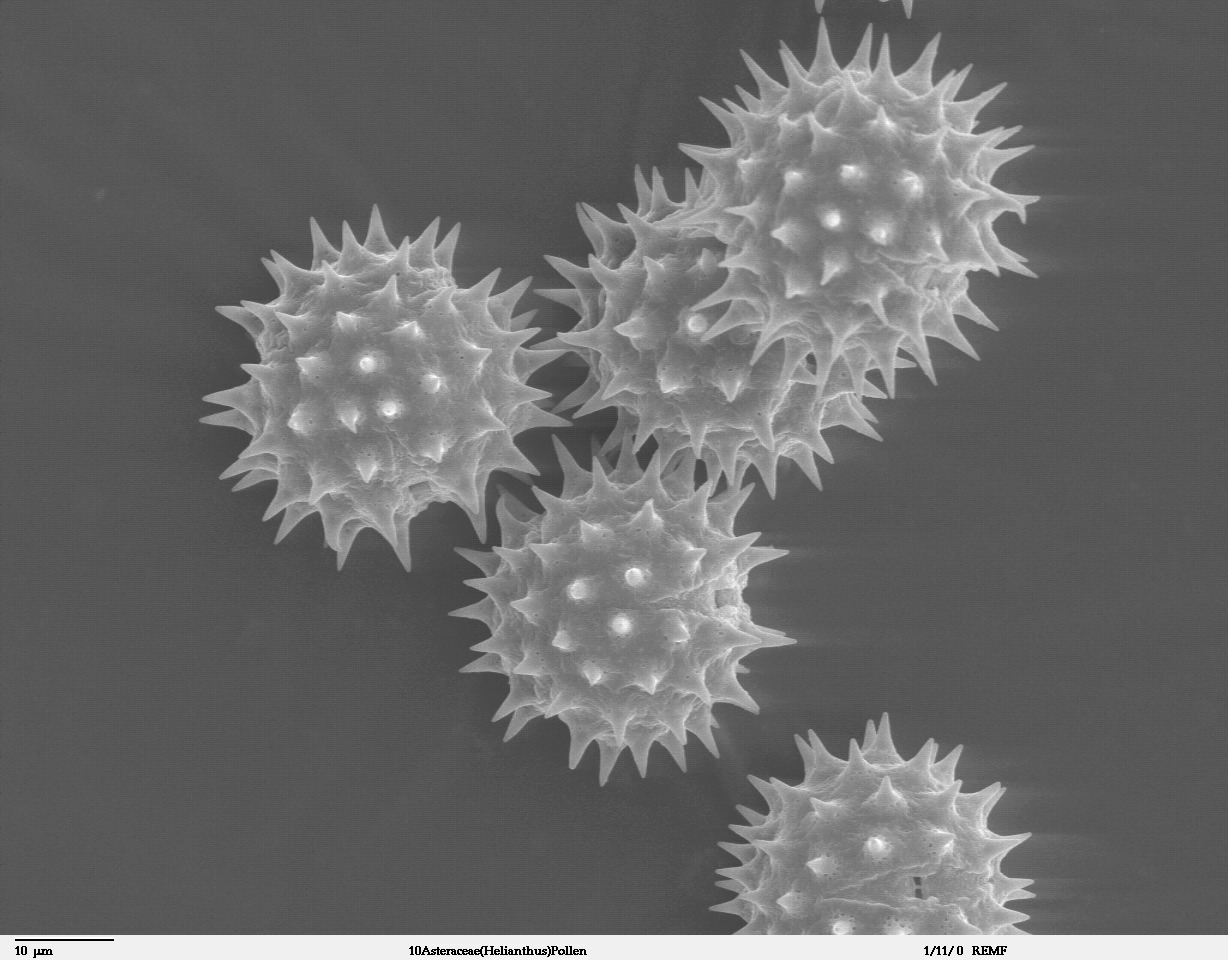
Grans de pol·len MER

Com aliment l'oli de gira-sol és un aliment ric en diversos nutrients, com ara lípids i proteïnes. A més és una excel·lent font de calories. Els àcids grassos insaturats de l'oli produeixen una disminució del nivells de C-LDL i un augment de C-HDL a la sang. L'oli té un efecte laxant lubricant, de manera que afavoreix l'evacuació intestinal de manera natural, sense provocar diarrea.
No s'ha descrit cap toxicitat en una dieta variada i equilibrada.